# دل دیوانه (فیلم)
دل دیوانه (به انگلیسی: Crazy Heart) نام یک فیلم موزیکال/درام به کارگردانی اسکات کوپر محصول سال ۲۰۰۹ آمریکا است. این فیلم از روی رمانی با همین نام و به قلم توماس کاب، منتشر شده در ۱۹۸۷، اقتباس شده‌است. در این فیلم جف بریجز با نام بَد بِلِیک (به انگلیسی: Bad Blake) است و نقش یک خواننده و نوازنده فراموش شده و از شهرت رفته موسیقی کانتری را بازی می کند که سعی می کند به زندگی خود سروسامانی مجدد دهد. فیلم در ابتدا به سفارش شبکه موسیقی کانتری و توسط پارامونت ونتیج (بخشی از شرکت پارامونت پیکچرز) با بودجه ۷ میلیون دلار ساخته شد ولی بعدها شرکت فاکس سرچ‌لایت پیکچرز آن را در قالب یک فیلم سینمایی منتشر کرد.
راجر ایبرت به این فیلم از چهار ستاره، چهار ستاره داد. همچنین در وب‌گاه راتن تومیتوز از ۸۹ نظر وارده ۹۰درصد مثبت گرفته است. با این حساب دل دیوانه یکی از تحسین‌شده‌ترین فیلم‌های سال ۲۰۰۹ به حساب آمد.

## خلاصه داستان
بد بلیک نوازنده ۵۷ ساله‌ای با گذشته درخشان بوده که به مرور زمان شهرت خود را از دست داده و تبدیل به نوازنده‌ای سطح پایین شده که از طریق نواختن آهنگ‌های مشهور خود در رستورانها، بارها و کابارهها که در گذشته اجرا کرده است، گذر زندگی می‌نماید. وی که فردی دائم‌الخمر است، در اثر مصرف مدام نوشیدنی‌های الکلی و استعمال مستمر سیگار دارای وضعیت سلامتی نامناسبی است. وی در حین یکی از سفرهای دوره‌ای‌اش به شهرهای آمریکا، در شهر سنتا فه، نیومکزیکو از طریق یکی از اهالی با روزنامه‌نگاری با نام جین کرادوک آشنا می‌شود. مصاحبه با جین برای بد بیشتر از یک آشنایی سطحی می‌ماند و بلیک عاشق وی می‌شود. بد تصمیم می‌گیرد به همراه جین زندگی جدیدی را که تا قبل از آن از وجود آن محروم بوده تجربه کند. اما شرایط زندگی هردوی آنها مانع از ارتباط دائمی آنها می‌شود. تا اینکه در اثر یک تصادف ...

## بازیگران
- جف بریجز در نقش بد سیاه
- مگی جیلنهال در نقش جین کراداک
- کالین فارل در نقش تومی سویت
- رابرت دووال در نقش وین کرمر
- پاول هرمان در نقش جک گرین
- جک نیشن در نقش بادی

## جوایز
- برنده جایزه اسکار بهترین بازیگر نقش اول مرد برای جف بریجز از جایزه اسکار - ۲۰۰۹
- برنده جایزه اسکار بهترین موسیقی فیلم - ۲۰۰۹
- برنده جایزه گولدن گلوب بهترین بازیگر نقش اول مرد برای جف بریجز - ۲۰۰۹
- برنده جایزه گولدن گلوب بهترین موسیقی فیلم - ۲۰۰۹
- برنده جایزه بهترین بازیگر نقش اول مرد برای جف بریجز از آکادمی علوم و هنرهای تصاویر متحرک - ۲۰۰۹
- نامزد جایزه اسکار بهترین بازیگر نقش مکمل زن برای مگی جیلنهال